# Murilo Fischer
Murilo Antonio Fischer (født 16. juni 1979 i Brusque) er en Brasiliansk tidligere professionel landevejscykelrytter.